# Arbeidsliv i Norden
Arbeidsliv i Norden er et elektronisk tidsskrift, som Arbeidsforskningsinstituttet i Norge udgiver på vegne af Nordisk Ministerråd. 
Publikationen udgives på de tre skandinaviske sprog og publiceres også i en engelsksproget version under navnet Nordic Labour Journal.
Tidsskriftet udkommer ni gange per år og behandler emner, som vedrører arbejdsmarkedet, arbejdsmiljøet og arbejdsretslige spørgsmål, der knytter sig til de nordiske modeller for organisering af arbejdslivet.

## Ekstern henvisning
- Arbeidsliv i Norden – hjemmeside
- Nordiclabourjournal.org